# Gerhard Gleirscher
Gerhard Gleirscher (ur. 14 grudnia 1969 w Innsbrucku) – były austriacki saneczkarz startujący w jedynkach, medalista mistrzostw świata i Europy.
W reprezentacji Austrii startował od 1990. Na igrzyskach olimpijskich wystąpił trzykrotnie, w latach 1992-1998, zajmując za każdym razem siódme miejsce. Na mistrzostwach świata zdobył trzy medale, po jednym z każdego koloru. Najbardziej udana była dla niego impreza w 1997, kiedy to został mistrzem świata w drużynie oraz wywalczył brąz w jedynkach. W 1991 zdobył srebro w drużynie. Na mistrzostwach Europy wywalczył jeden medal – srebro w 1992 w drużynie. 
Jeden raz stał na podium w klasyfikacji generalnej Pucharu Świata kończąc sezon 1997/1998 na trzeciej pozycji.
W 2000 zakończył karierę.
Jego synowie David i Nico również są saneczkarzami.

## Osiągnięcia

### Igrzyska olimpijskie
| Rok  | Miejsce     | Jedynki | Dwójki |
| ---- | ----------- | ------- | ------ |
| 1992 | Albertville |         | 7.     |
| 1994 | Lillehammer | 7.      |        |
| 1998 | Nagano      | 7.      |        |

### Puchar Świata

#### Miejsca na podium w klasyfikacji generalnej
| Sezon     | Miejsce |
| --------- | ------- |
| 1997/1998 | 3.      |